# Lengha-Peulh
Ne doit pas être confondu avec Lengha.
Lengha-Peulh est une commune située dans le département du Boussouma de la province de Boulgou dans la région du Centre-Est au Burkina Faso.